# グレゴリー・ポーター

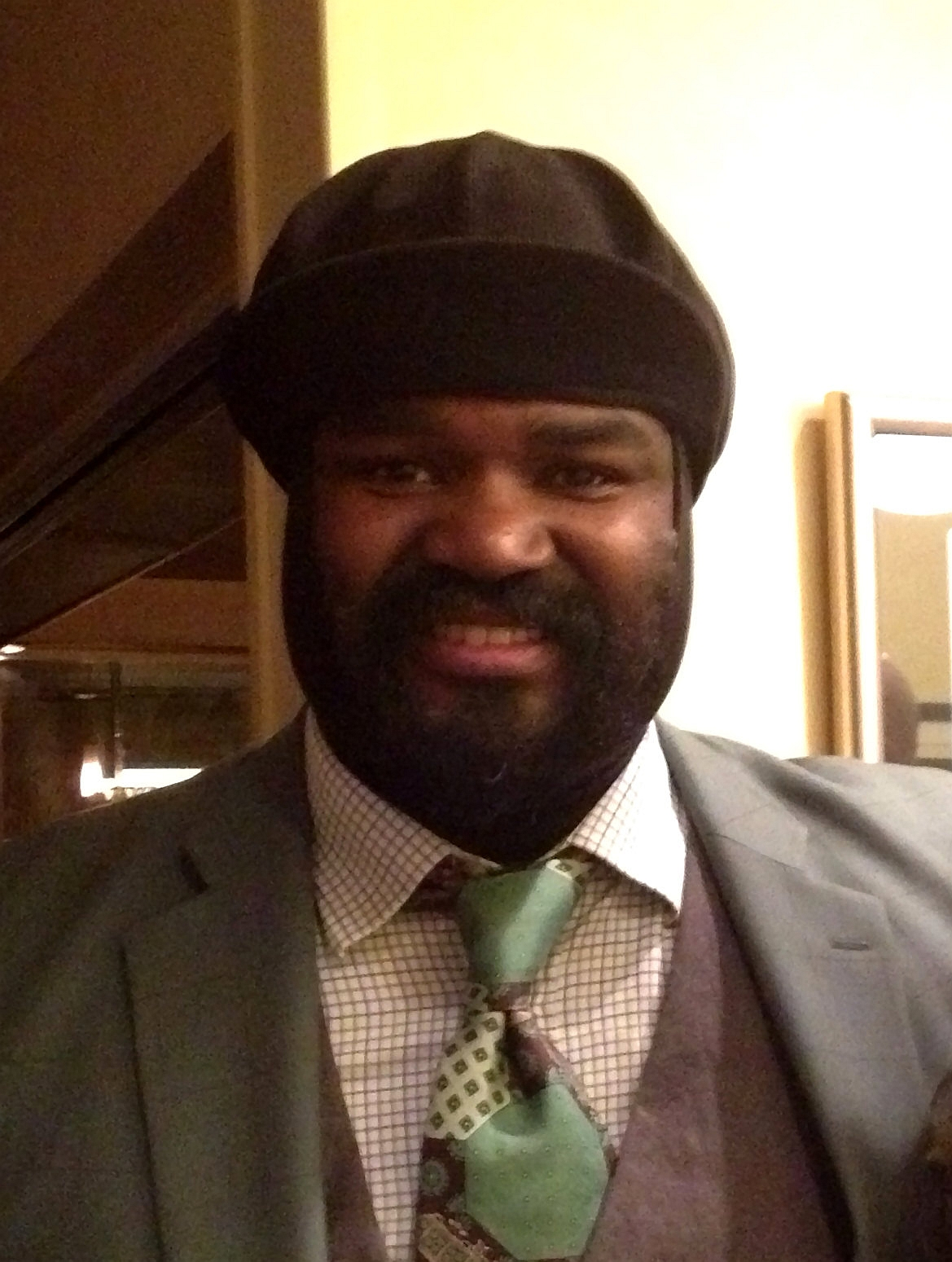
ポーター2013.1.6.

グレゴリー・ポーター  （1971年11月4日生まれ） はアメリカの歌手、ソングライター、俳優である。 2014年、  Liquid Spirit で、 2017年 Take Me to the Alley で、ベスト・ジャズ・ボーカル・アルバム部門のグラミー賞  を受賞した。

## 幼少期と教育

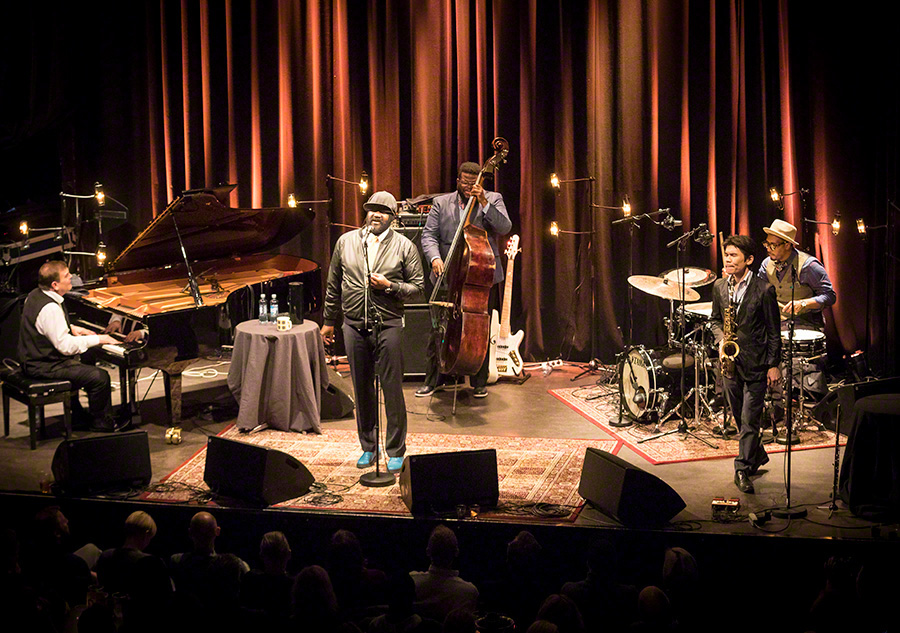
2016年、オスロのCosmopolite clubで定期バンドと共演。

グレゴリー・ポーターはカリフォルニア州サクラメントで生まれベーカーズフィールド (カリフォルニア州)で育ち、母親は牧師だった。ハイランド高校を1989年に卒業した後、 サンディエゴ州立大学 （ SDSUアステカ ）にフットボール選手として「フルライド」（授業料、書籍、医療費、生活費）の運動選手奨学金を授与された。大学1年生の時の肩の負傷で、フットボールのキャリアは絶望的となった。  21歳の時、ポーターは母親を癌で亡くしたが、死ぬ前に母親は、グレゴリーに「歌ってほしい」と伝えた。

## 来歴
ポーターは、2004年にブルックリンの ベッドフォード・スタフィベバンツ（Bedford-Stuyvesant）地区に兄ロイドと一緒に引っ越した。ロイドが経営するレストランBread-Stuy（現在は存在しない）で料理人として働いていた。ポーターは、シスタのプレイスとソロモンのポーチなど地元のジャズクラブで演奏し、 ハーレム (ニューヨーク市)クラブのセント・ニックス・パブに移り、毎週定期的に出演した。このクラブのバンドが、後のポーターのツアーリングバンドに進化した。
ポーターは、Motémaレーベルで2枚のアルバム、2010年の『Water』と2012年の『Be Good』をリリースし、2013年5月17日にブルーノート・レコード （ ユニバーサルミュージック (米国) 傘下）と契約した。3枚目のアルバム『リキッド・スピリット』は、2013年9月2日にヨーロッパで、2013年9月17日に米国でリリースされた。  アルバムはブライアン・バッカスによって制作された。  このアルバムは、2014年グラミー賞ベスト・ジャズ・ボーカル・アルバムを受賞した。
『リキッド・スピリット』は、ジャズのジャンルのアルバムではめったに達成されなかった商業的成功を収め、イギリスのアルバムチャートでトップ10に達した。英国では10万枚以上を売上げたことをBPIが認定した。
2014年8月、ポーターは「 The In 'Crowd 」をシングルとしてリリースした。2015年5月9日、ポーターはロンドンのホースガード・パレードでのテレビ番組の記念コンサートで「 アズ・タイム・ゴーズ・バイ 」を歌った。
彼の4番目のアルバム、『希望へのアレイ』は、2016年5月6日にリリースされた。英国の『ガーディアン』紙において、Alexis Petridisは「今週のアルバム」に選んだ。
2016年6月26日、ポーターはグラストンベリーフェスティバル2016でピラミッドステージで演奏した。ニール・マコーミックは、『デイリー・テレグラフ』紙において述べている。「この熟成しつつある中年ジャズシンガーは、地球上で一番奇妙なポップスターかもしれないが、音楽を楽しむ最も重要な器官はいつも私たちの耳でなければならないという考えを証明している。そしてポーターは、ポピュラー音楽の中で最も耳に心地よい声を持っている。クリーミーなバリトンが、濃厚なジューシーなメロディーのケーキの中を通る。その声に人は唇を舐めて飛び込みたくなる。」
2016年9月、ポーターはRadio 2 Live in Hyde Park from ハイド・パーク (ロンドン)にて演奏した。2016年11月には前年にその番組の司会を務めた、サーテリー・ウーガンの毎年恒例の番組BBC Children in Needに出演した。
2017年1月、ポーターはBBC TwoのThe Graham Norton Show で " Holding On "という曲を演奏した。2017年9月には、ロイヤル・アルバート・ホールでのLater... with Jools Holland: Later 25  コンサートで演奏した。
2017年10月、BBC 2のThe Graham Norton Show でジェフ・ゴールドブラムのピアノで " Mona Lisa "という曲を演奏した。

## 批評
2010年のMotémaレーベルからのデビュー以来、ポーターは音楽専門誌で好評を博している。
デビューアルバム『ウォーター（Water）』は、第53回グラミー賞でBest Jazz Vocalアルバムにノミネートされた。ブロードウェイミュージカルIt Ain't Nothin' But the Blues のオリジナルメンバーでもある。2枚目のアルバム『Be Good』では多くのポーター自身の曲が含まれている。例えば "Be Good (Lion's Song)"、"Real Good Hands"、"On My Way to Harlem"といった曲において特徴ある歌唱や作曲が批評家に絶賛された。タイトルトラックは、第55回グラミー賞で最優秀伝統R＆Bパフォーマンスにノミネートされた。BBCのケビン・ル・ジェンドルは、『ウォーター』のレビューで、「グレゴリー・ポーターは良い声を持っており音楽性も高い」と書いている。
『ニューヨーク・タイムズ』紙は『Liquid Spirit』のレビューで、ポーターを「スリルのある存在感と、若いのに洗練さと高揚感をもつ張りのあるバリトンを備えたジャズシンガー」と書いた。
AllMusicのMichael G. Nastosは、『ウォーター』のレビューで両論を併記した。「ハードバップの曲であるショーターの'ブラックナイル'でポーターは歌詞をシャウトしたが、それはChicagoのLuba Raashiekにより何年も前にやられたもので,ポーターの声はかすれてしまった。 ポーターはそれぞれの曲で自信をもって歌っているが、低いキーの曲がより効果的である"と述べたが"ポーターはJosé Jamesと並ぶ次の男性ジャズボーカルのスターになろうとしている」と言った。

## 私生活
ポーターには7人の兄弟がいる。母親、ルースは、彼の人生に大きな影響を与え、早い時期に教会で歌うように勧めた。父、ルーファスは、グレゴリーの生活にほとんど関わらなかった。ポーターはこう言う。「息子はだれでも父親とは上手くいかないものだよ。家にいたとしても。父とは感情的な交流がなかった。私の父はただただ無関心だった。父と一緒にいたのは人生で数日だけだ。それも長い時間ではなかった。父親であることに興味があるようには見えなかった。そうじゃなかったかもしれないが、わからないね。」 
人前に出る時はポーターは常に耳と顎を覆う布を組み込んだ帽子を着用している。  2012年11月3日にGeorge W. HarrisのJazzweekly.comとのインタビューで、「その、奇妙で素晴らしい帽子は何ですか？」と聞かれ、ポーターは「皮膚の外科手術を受けたので、長い間このような格好をしてたんだ。傷が直ってからもこのようにしている。これで人に覚えてもらえるからね。そういうことなんだ」と語った。 

## ディスコグラフィ

### アルバム
| 年                                        | タイトル                                              | アルバム詳細                                                                                          | チャート最高位 | チャート最高位 | チャート最高位 | チャート最高位 | チャート最高位 | チャート最高位 | チャート最高位 | チャート最高位 | チャート最高位 | チャート最高位 | 認定 |
| 年                                        | US                                                    | AUT                                                                                                   | BEL            | DEN            | FRA            | GER            | NLD            | NOR            | SWI            | UK             |                |                |      |
| ----------------------------------------- | ----------------------------------------------------- | --- | -------------- | -------------- | -------------- | -------------- | -------------- | -------------- | -------------- | -------------- | -------------- | -------------- | ---- |
| 2010                                      | 『ウォーター』 - Water                                | - 発売日: 2010年5月11日 - レーベル: Motéma Music - フォーマット: CD, digital download                 | —              | —              | —              | —              | —              | —              | 40             | —              | —              | —              |      |
| 2012                                      | 『ビー・グッド』 - Be Good                            | - 発売日: 2012年2月15日 - レーベル: Motéma Music - フォーマット: CD, digital download                 | —              | —              | 149            | —              | 144            | —              | 10             | —              | —              | —              |      |
| 2013                                      | 『リキッド・スピリット』 - Liquid Spirit              | - 発売日: 2013年9月2日 - レーベル: Blue Note - フォーマット: CD, digital download - 全米売上: 4.3万枚 | 187            | 25             | 35             | 7              | 24             | 8              | 6              | 35             | 63             | 9              |      |
| 2016                                      | 『希望へのアレイ』 - Take Me to the Alley             | - 発売日: 2016年5月6日 - レーベル: Blue Note - フォーマット: CD, digital download                     | 82             | 11             | 8              | —              | 14             | 8              | 5              | —              | 11             | 5              |      |
| 2017                                      | 『ナット・キング・コール＆ミー』 - Nat King Cole & Me | - 発売日: 2017年10月27日 - レーベル: Decca - フォーマット: CD, digital download                       | —              | —              | 21             | —              | —              | 17             | 12             | —              | —              | 3              |      |
| "—"は未発売またはチャート圏外を意味する。 |                                                       | |                |                |                |                |                |                |                |                |                |                |      |

### シングル
| Year | Single                  | Peak positions | Album   |
| Year | Single                  | NED            | Album   |
| ---- | ----------------------- | -------------- | ------- |
| 2012 | "Be Good (Lion's Song)" | 100            | Be Good |